# 林誠人
林 誠人（はやし まこと、1959年9月27日 - ）は、日本の脚本家。岐阜県出身。血液型O型。岐阜県立岐阜高等学校卒業。中央大学法学部中退。

## 人物・経歴
下飯坂菊馬に師事し、1986年『特捜最前線』で脚本家としてデビュー。以後、刑事ドラマやサスペンスドラマを数多く手掛ける。
『天才を育てた女房 世界が認めた数学者と妻の愛』で、「平成30年度（第73回）文化庁芸術祭賞（テレビ・ドラマ部門）優秀賞」、「平成30年日本民間放送連盟賞　番組部門（テレビドラマ番組）優秀」に選出。
BS-iで新人シナリオ審査委員長を務めたことがある。
協同組合日本シナリオ作家協会にて、シナリオ講座の講師を務め積極的に後進の育成にあたっている（26期研修科・32期研修科・36期研修科・40期研修科・47期研修科・51期基礎科研修科・60期基礎科研修科・68期基礎科研修科・72期基礎科研修科・83期基礎科研修科）。

## 主な脚本作品

### テレビドラマ
- 特捜最前線　第489回　「連続誘拐・心臓移植の少女！」（1986年11月6日、テレビ朝日）
- また旅に出ます　ザ・トラベルマン(3)（1988年7月10日、関西テレビ）
- 雨に濡れて（1988年11月23日、日本テレビ）
- 夏の嵐（1989年7月‐10月、東海テレビ）
- 東京ストーリーズ　第1回　ロンググッドバイ（1989年10月12日、フジテレビ）
- 世にも奇妙な物語（1990年 - 1994年、フジテレビ）
  - 第1シーズン「楊貴妃の双六」（1990年）
  - 第2シーズン「家族の肖像」（1991年）
  - 第2シーズン「替え玉」（1991年）
  - 1991年春の特別編「夢を買う男」（1991年）
  - 1994年秋の特別編「思い出を売る男」（1994年）
  - 25周年記念!秋の2週連続SP　~傑作復活編~「思い出を売る男」（2015年） - 原案担当
- 刑事弁護人・望郷（1990年10月2日、テレビ東京）
- もう誰も愛さない（1991年4月‐6月、フジテレビ）
- 昔みたい（1991年8月‐9月、フジテレビ）
- 愛さずにいられない（1991年10月‐12月、日本テレビ）
- 大人は判ってくれない　第5回「タクシー」（1992年2月13日、フジテレビ）
- 約束の夏（1992年7月‐10月、フジテレビ）
- 白い月 ボクの彼女は平安美人（1992年9月6日、CTV）
- 一児豪華主義（1993年2月22日、関西テレビ）
- 黒い履歴書（1993年7月12日、TBS）
- もう涙は見せない（1993年10月‐12月、フジテレビ）
- 裸の大将（芦屋雁之助版）（1994年‐1996年、関西テレビ）
  - 第64回 生き神様になった清
  - 第74回 オロチに巻かれてサァ大変
  - 第80回 清と三姉妹の宝探し
  - 第81回 清の湯煙り素麺
- 裸の大将（塚地版）(1)～放浪の虫が動き出したので～（2007年9月1日、関西テレビ）
- オムニバス・ドラマ　欲望の創生（第3話「証言」）（1995年3月31日、フジテレビ）
- 大島つむぎ殺人事件（1995年7月3日、TBS）
- 愛と罪と（1995年10月‐12月、東海テレビ）
- ベストフレンド（1995年10月‐12月、読売テレビ）
- 明日はだいじょうぶ（1996年1月‐2月、関西テレビ）
- 君と出逢ってから（1996年4月‐7月、TBS）
- 佐賀・有田 龍文壷の殺意（1996年7月15日、TBS）
- 事件・市民の判決（1996年10月‐12月、テレビ東京）
- Dear ウーマン（1996年10月‐12月、TBS）
- 流れ板七人（1997年1月‐3月、テレビ朝日）
- 理想の上司（1997年4月‐6月、TBS）
- 奄美殺人珊瑚礁（1997年4月21日、TBS）
- まかせてダーリン（1998年1月‐3月、TBS）
- 暗黒凶像（1998年8月24日、TBS）
- 京都迷宮案内 第1シーズン（1999年、テレビ朝日）
- チープラブ（1999年10月‐12月、TBS）
- 別れる二人の事件簿（2000年4月‐6月、テレビ朝日）
- TRICKシリーズ（2000年 - 2005年、テレビ朝日）
  - TRICK（第1シリーズ、2000年）
  - 木曜ドラマ TRICK〜Troisième partie〜（第3シリーズ、2003年）
  - TRICK 新作スペシャル（2005年）
- 匿名容疑者（2001年5月12日、テレビ朝日）
- 生きるための情熱としての殺人（2001年7月‐9月、テレビ朝日）
- おみやさん（2002年 - 2005年、テレビ朝日）
  - 第1シリーズ（2002年）
  - 第2シリーズ（2003年）
  - 第3シリーズ（2004年）
  - 第4シリーズ（2005年）
- 新・愛の嵐（2002年7月‐9月、フジテレビ）
- オヤジ探偵2（2002年10月‐12月、テレビ朝日）
- ケータイ刑事 銭形シリーズ （BS-TBS）兼監修
  - ケータイ刑事 銭形愛（2002年 - 2003年）
  - ケータイ刑事 銭形舞（2003年）
  - ケータイ刑事 銭形泪（2004年）
  - ケータイ刑事 銭形零（2004年 - 2005年）
  - ケータイ刑事 銭形雷（2006年）
  - ケータイ刑事 銭形海（2007年 - 2008年）
  - ケータイ刑事 銭形命（2009年）
  - ケータイ刑事 銭形結（2010年 - 2011年）
- 乱歩R（2004年1月‐3月、読売テレビ）
- 森村誠一サスペンスシリーズ
  - （4）街（まち）（2004年7月12日、TBS）
  - （5）音（おと）（2005年5月30日、TBS）
- 松本清張特別企画・殺意（2004年10月11日、TBS）
- 相棒（2005年 - 2006年、テレビ朝日）
  - season3 第16話「書き直す女」（2005年3月9日）
  - season4 第18話「節約殺人」（2006年2月22日）
- 警察庁・内偵監察官 桜沢葵の事件簿（2005年3月7日、TBS）
- 津軽海峡ミステリー4 函館～青森殺人海道（2005年3月11日、フジテレビ）
- 銭華（2006年 - 2007年、読売テレビ）
  - 銭華 〜銀座ホステス株バトル〜（2006年6月20日）
  - 銭華2 DX豪華版(2007年4月4日)
- 恋する日曜日 ニュータイプ（2006年10月‐12月、BS-TBS）
- キミ犯人じゃないよね?（2008年4月‐6月、テレビ朝日）
- 内藤大助物語 〜いじめられっ子のチャンピオンベルト〜（2008年7月28日、TBS）
- RESET リセット（2009年1月‐4月、読売テレビ）兼監修
- 法廷サスペンスSP(2)『裁判員制度ドラマ・家族』（2009年5月18日、TBS）
- 救命病棟24時
  - 緊急スペシャル 救命病棟24時〜救命医・小島楓〜（2009年7月ー8月、フジテレビ）
  - 第4シリーズ Episode4「全力で救うことの意味」（2009年9月1日、フジテレビ）
  - 2010スペシャル（2010年1月3日、フジテレビ）
- 警視庁南平班～七人の刑事～
  - （1）伝説が今蘇る!! 東京・埼玉・栃木3県同時爆殺事件の謎!? 全ての始まりは2年前…悲恋の炎に燃え上がる死体の隠された驚愕の真実とは!?（2009年8月24日、ＴＢＳ）
  - （2）伝説再び蘇る!! 謎の渓谷殺人事件！死者は何を語る…遺体に残る三本の傷跡と裂けた家族写真の驚愕の真実とは!? 復讐に燃えた不滅の愛…（2010年8月23日、TBS）
  - （3）古都伝説殺人事件!! 日光・金沢で起こる不可解な悲劇の連鎖…東照宮の猿が四百年見続けた涙の真実!? 失われた指が誘う死のルート！（2011年5月16日、TBS）
  - （4）3都同時殺人事件!! 東京・大分・三重で起こる瞬間移動の不可解な連鎖…伊勢神宮2000年の眠りが見た死のルート!? 驚愕の真実とラスト…（2011年11月7日、TBS）
  - （5）3都温泉殺人事件!! 湯布院・東京・登別を結ぶ血煙ルート…不可解な連鎖が復讐の炎を燃やす！毘沙門天400年が見た血煙の謎と涙の真実（2012年7月2日、TBS）
  - （6）300年の涙…お六櫛伝説殺人事件!! 雪山に眠る4人の悪魔達が今、蘇る！詩が予告する殺人と中山道を結ぶ死のルートとは!? 愛の炎が散る…（2013年4月8日、TBS）
  - （7）亡霊が引き起こす連続殺人!? 軍艦島・オランダ坂・出島 遺された想いが南平班を長崎へ誘う！1000万ドルの夜景を彩る復讐の炎！（2014年6月2日、TBS）
  - （10）南平、死す!? 南平班、最大の危機！消せない過去と絶望の未来が生む復讐の連鎖…東京・熱海・南房総を繋ぐ不可能犯罪経路！（2017年5月15日、TBS）
- 温泉仲居あつ子の事件帳（2009年9月16日、テレビ東京）
- 愛と死の境界線（2011年3月26日、ABC朝日放送）
- 名探偵コナン 工藤新一への挑戦状 第5・7話（2011年8月、読売テレビ）
- ドラマレジェンド　ストロベリーナイト（2012年1月6日、フジテレビ）
- ストロベリーナイト（2012年1月‐3月、フジテレビ）
- 多摩南署たたき上げ刑事・近松丙吉
  - （9）見知らぬ死体（2012年1月25日、テレビ東京）
  - （10）橋を渡る死者（2012年8月15日、テレビ東京）
  - （11）雨に迷う死者（2013年8月21日、テレビ東京）
  - （12）幻の男（2014年8月20日、テレビ東京）
  - （13）眼前の殺人者（2016年7月13日、テレビ東京）
- Dr.門倉周平の事件カルテ（2012年9月26日、テレビ東京）
- 天河伝説殺人事件（2013年2月25日、TBS）
- 拘置所の女医（2）（2013年8月17日、テレビ朝日）
- 検事・沢木正夫
  - （1）第三の容疑者（2013年9月25日、テレビ東京）
  - （2）公訴取消し（2014年12月24日、テレビ東京）
  - （3）共犯者（2015年8月19日、テレビ東京）
- ドクターX〜外科医・大門未知子〜（第2期〜）（2013年 - 、テレビ朝日）
  - ドクターX〜外科医・大門未知子〜 season2（2013年）
  - ドクターX〜外科医・大門未知子〜 season3（2014年）
  - ドクターX〜外科医・大門未知子〜 season4（2016年）
  - ドクターX〜外科医・大門未知子〜 season5（2017年）
  - ドクターX〜外科医・大門未知子〜 season6（2019年）
  - ドクターX〜外科医・大門未知子〜 season7（2021年）
- 嘘の証明3犯罪心理分析官 梶原圭子（2013年10月23日、テレビ東京）
- 私の嫌いな探偵（2014年1月‐3月、テレビ朝日）
- 流氷の夜会（2014年8月1日、フジテレビ）
- 弁護士水木邦夫　残り火（2014年10月29日、テレビ東京）
- 小杉健治サスペンス 決断（2015年3月4日、テレビ東京）
- ドクター調査班〜医療事故の闇を暴け〜（2016年4月-6月、テレビ東京）
- 遺産相続弁護士 柿崎真一（2016年7月-9月 読売テレビ、プラチナイト)
- 保険犯罪調査員　佐伯初音　空白の起点（2016年7月20日、テレビ東京）
- 名駅1丁目1番1号 〜人と、幸せを、つなぐ場所。〜（2017年5月13日、中京テレビ）
- 天才を育てた女房　世界が認めた数学者と妻の愛（2018年2月23日、読売テレビ）
- 家政夫のミタゾノ　（テレビ朝日）
  - 第2シリーズ第6話（2018年5月25日）
  - 第4シリーズ第7話（2020年7月17日）
- 特捜9 season2 (2019年4月-6月、テレビ朝日)
- ドクターY〜外科医・加地秀樹〜
  - 第4弾（2019年10月6日、テレビ朝日）
  - 第6弾（2021年10月7日、テレビ朝日）
  - 第7弾（2024年11月30日、テレビ朝日）
- 七人の秘書　(2020年、テレビ朝日)
- 月曜プレミア8『作家刑事 毒島真理』(2020年、テレビ東京)

### 動画配信
- ドクターY〜外科医・加地秀樹〜 第3弾（2018年）（ダイジェスト版が2018年10月5日にテレビ朝日で放送）

### テレビアニメ
- 探偵学園Q（2003年4月 - 2004年3月、TBS）シリーズ構成・脚本[2]

### 映画
- Mr.レディー 夜明けのシンデレラ（1990年、東宝）
- ケータイ刑事 THE MOVIE バベルの塔の秘密〜銭形姉妹への挑戦状 （2006年、エム・エフボックス）
- ケータイ刑事 THE MOVIE2 石川五右衛門一族の陰謀〜決闘!ゴルゴダの森（2007年、エム・エフボックス）
- 東京少女（2008年、エム・エフボックス）
- ケータイ刑事 THE MOVIE3 モーニング娘。救出大作戦!〜パンドラの箱の秘密（2011年、BS-TBS）
- ストロベリーナイト（2013年、東宝）
- 無花果の森（2014年、BS-TBS）
- 東京PRウーマン（2015年、BS-TBS）
- 仮面ライダー×仮面ライダー ゴースト&ドライブ 超MOVIE大戦ジェネシス（2015年、東映）

### オリジナルビデオ
- キャント・バイ・ミー・ラブ〜サイパンにやって来たヤァ!ヤァ!ヤァ!（1998年、SME）
- 新・麻雀放浪記1 - 5（1998年 - 2000年、ケイエスエス）
- ドサ健 麻雀地獄（2000年、ケイエスエス）

### 舞台
- ケータイ刑事 銭形海 超豪華！演劇者殺人事件 （2007年）
- ケータイ刑事 銭形海 シリーズ最後の舞台!!遂に公開!後悔しないよ!死の航海?!〜超豪華キングアンドリウⅡ世号殺人事件（2008年）
- 安倍内閣（2010年）
- 戦国自衛隊〜女性自衛官帰還セヨ（2011年）
- もしも国民が首相を選んだら（2013年）
- RED&BEAR〜クイーンサンシャイン号殺人事件（2020年）原作